# Estimated time of arrival
L'estimated time of arrival (ETA) è un termine genericamente usato in vari ambiti per indicare il tempo necessario per il completamento di un'operazione.
Il suo primo uso si è avuto (e si ha tuttora) in campo nautico e navale, esteso poi in campo aeronautico, dove viene usato per indicare l'orario stimato di arrivo di un aeromobile o sullo IAF (initial approach fix) se in IFR, o sulla verticale dell'aeroporto se in VFR. Con lo stesso significato è anche usato in campo aerospaziale.
In ambito informatico viene usato per indicare il tempo ancora necessario per terminare una certa azione, quale ad esempio un download o l'installazione di un software; in questo caso l'acronimo viene tradotto anche con End To Activity.
In ambito corrieri e aziende di trasporti viene generalmente indicato ETA come il giorno di arrivo stimato della merce a indirizzo consegna.